# Bataille de Rạch Gầm-Xoài Mút
révolte des Tây-son
La bataille de Rạch Gầm-Xoài Mút (vietnamien : Trận Rạch Gầm – Xoài Mút, thaï : การรบที่ซากเกิ่ม-สว่ายมุต) a eu lieu le 20 janvier 1785 au Viêt Nam pendant la révolte des Tây-son. Les forces navales et terrestres rebelles sous les ordres de Nguyễn Huệ y ont anéanti sur le Mékong, dans l'actuelle Province de Tiền Giang, une expédition fluviale siamoise venue mettre un terme à la révolte et restaurer dans ses droits Nguyễn Ánh, dernier prince de la famille Nguyễn, qui régnait de facto sur le sud du pays au nom de la Dynastie Lê.

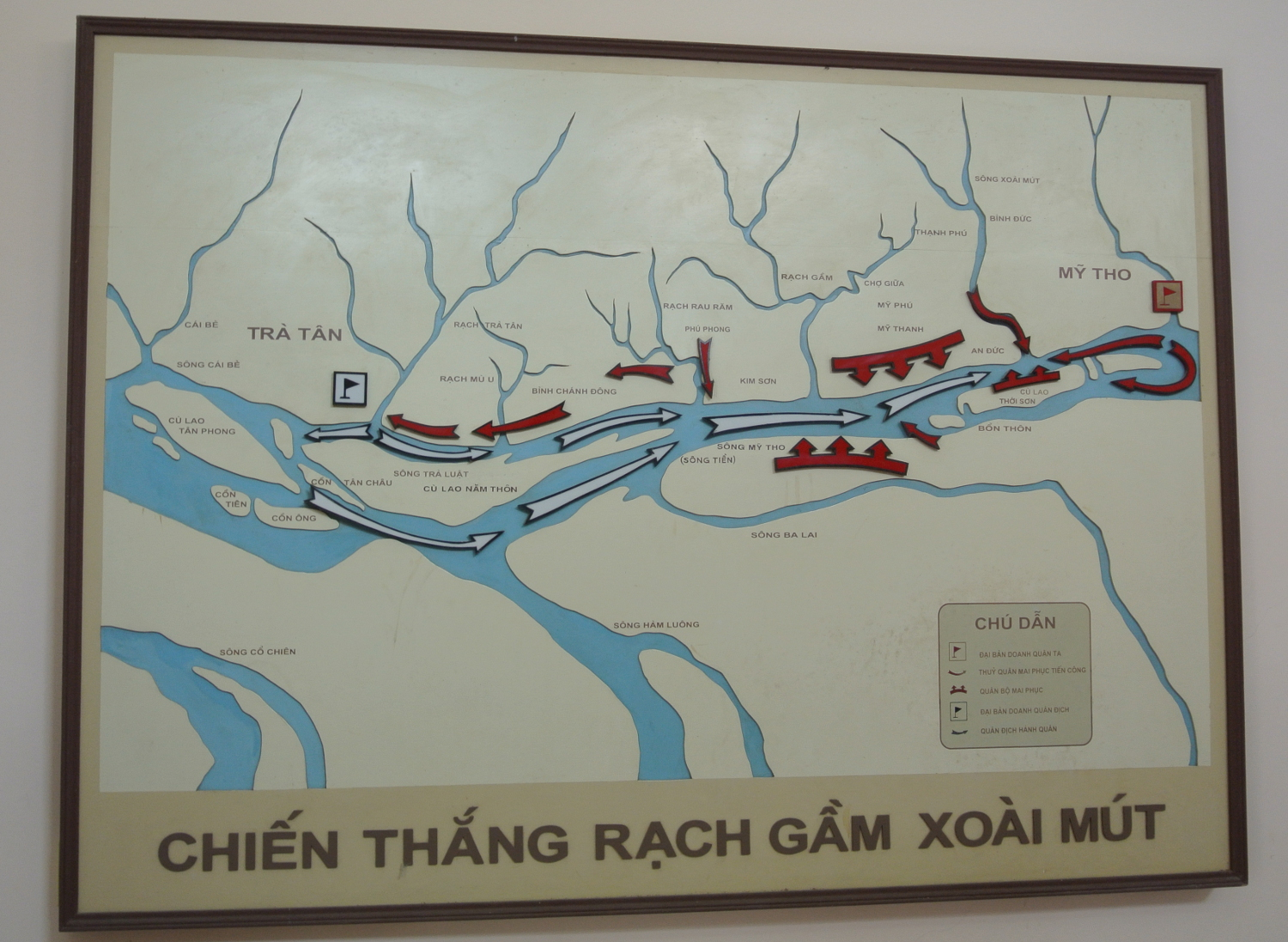
Schéma de déroulement de la bataille.

## Sources
- Nicolas Regaud et Christian Lechervy, Les Guerres d'Indochine : du Xe au XXe siècle, Paris, Presses universitaires de France, coll. « Que sais-je? » (no 3050), 1996, 127 p. (ISBN 978-2-130-47378-7)
- Michel Mollat, Marins et océans, vol. 3, Paris, Economica, coll. « Etudes d'histoire maritime » (no 12), 1990 (ISBN 978-2-717-82391-2), « Lê Đình Thông, La Marine vietnamienne avant l'arrivée des Français », p. 53-61